# John Pizzarelli
John Paul Pizzarelli Jr. (* 6. April 1960 in Paterson, New Jersey) ist ein amerikanischer Gitarrist, Sänger und Songwriter des Mainstream Jazz und Popjazz.

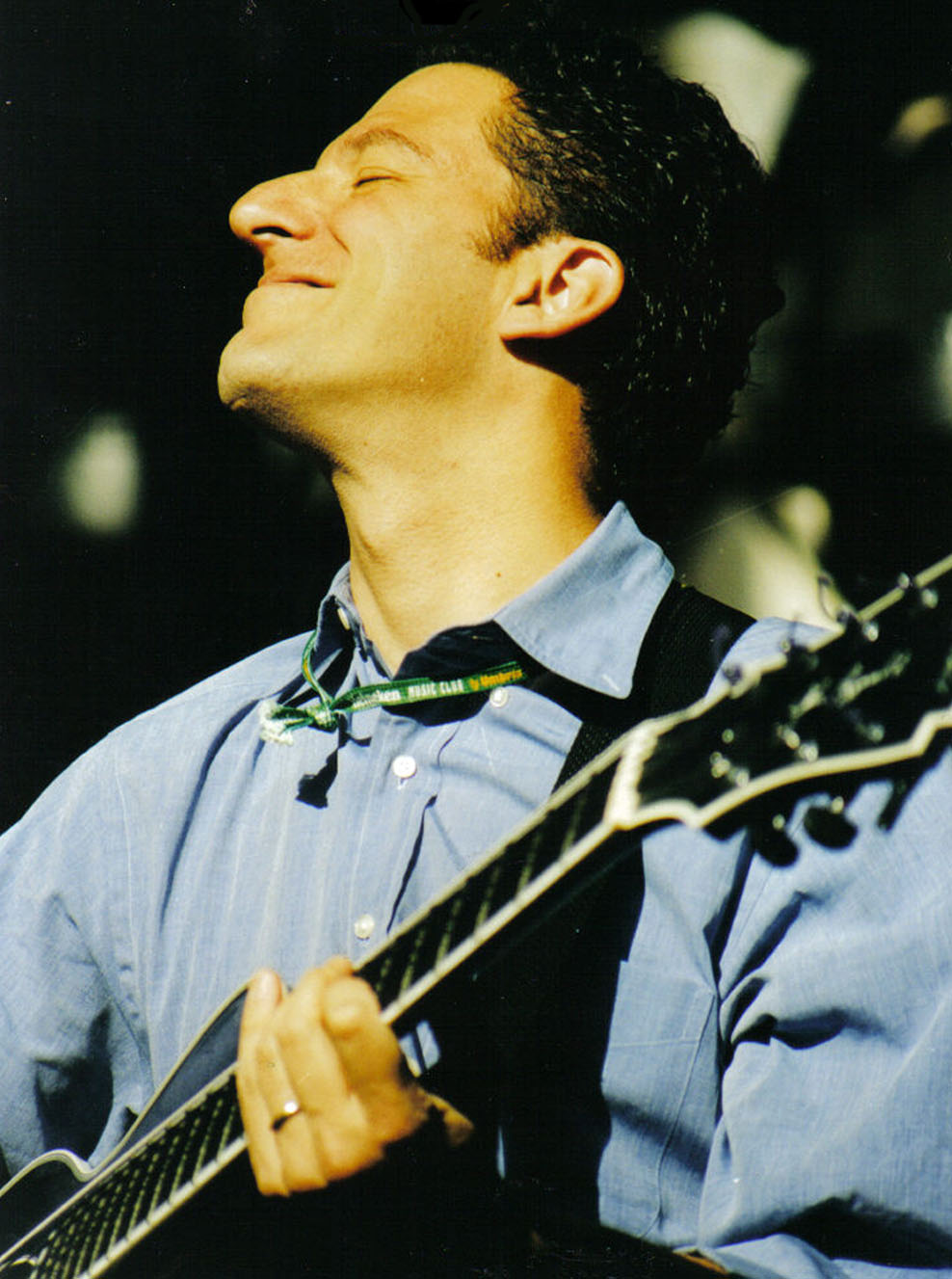
John Pizzarelli (2001)

## Leben und Wirken
Pizzarelli stammt aus einer Musikerfamilie. Der Gitarrist Bucky Pizzarelli ist sein Vater; eine seiner Schwestern, Mary, ist gleichfalls Gitarristin; sein jüngerer Bruder Martin spielt Kontrabass. Im Alter von sechs Jahren wurde er zum Banjo-Unterricht zu Peter und Bobby Domenick, seinen Großonkeln, geschickt. Mit zehn oder elf Jahren wechselte er zur Gitarre, die er als Autodidakt lernte. Auf der Highschool spielte er in einer Garagenband Bluesrock.
Anschließend studierte Pizzarelli Musik und Musikpädagogik an der University of Tampa, wo er im  Hauptfach Trompete studierte. Nach drei Semestern in Florida setzte er sein Studium an der William Paterson University in Wayne, NJ, fort. Außerhalb des Unterrichts spielte er in Restaurants und Kaffeehäusern Gitarre und sang die Lieder von James Taylor, Michael Franks und Kenny Rankin.
1980 nahm er mit seinem Vater ein Duoalbum auf, 2x7 = Pizzarelli (wie sein Vater und seine Schwester Mary spielt er eine siebensaitige Gitarre). 1983 folgte sein Debütalbum mit dem Titel I'm Hip (Please Don't Tell My Father), das ihn auch als Sänger sowie Trompeter und an den Keyboards vorstellte. Im Repertoire waren Klassiker von Nat King Cole ebenso wie das von Dave Frishberg geschriebene Titelstück, zwei Lieder von Joe Mooney und zwei eigene Songs. Weitere Alben in ähnlicher Mischung folgten. Daneben trat er aber auch mit seinem Vater sowie Ray Brown, Barney Kessel, Sweets Edison und Herb Ellis auf. Als Antwort auf Harry Connick erhielt er einen Vertrag bei Chesky, um ein Album als Popjazz-Sänger aufzunehmen. Mit seinem Vater, dem Pianisten Dave McKenna, dem Bassisten Milt Hinton, dem Trompeter Clark Terry und Schlagzeuger Connie Kay entstand 1990 My Blue Heaven. Das Magazin JazzTimes bedachte ihn mit dem Spitznamen „Mr. Natural“.
1992 entstand, nach einem Wechsel zu RCA, das Bigband-Album All of Me. Die größte Bekanntheit brachte ihm das Pizzarelli-Trio, bestehend aus ihm selbst, seinem Bruder Martin (Bass) und dem Pianisten Ray Kennedy, der 1993 für Ken Levinsky einwechselte. Unter den Alben fallen einige als Hommage an bestimmte Musiker oder Musikstile auf, zum Beispiel P.S. Mr. Cole (1999) für Nat King Cole und Bossa Nova (2004). Auf dem 2014 bei Red Anchor erschienenen Album der Jazzsängerin Annie Ross To Lady with Love sorgten er und sein Vater als Gitarristen für die musikalische Begleitung. Auf Anregung von Paul McCartney, der ihn als Studiomusiker zu seinem Album Kisses on the Bottom holte, spielte er 2015 auch ein Album von weniger bekannten McCartney-Melodien „in einem milden Jazzstil“ ein. Daneben entstanden weiterhin Alben mit seinem Vater wie Sunday at Pete’s, Family Fugue oder Three for All. 2021 legte er das während der COVID-19-Pandemie entstandene Soloalbum Better Days Ahead: So Guaraldi lo Guitar Takes on Pat Metheny vor. Weiterhin wirkte er bei Isaiah J. Thompsons Vince-Guaraldi-Hommage A Guaraldi Holiday (2023) mit.
Der Gitarrist lebt in New York City. Er ist seit 1998 verheiratet mit der Schauspielerin und Sängerin Jessica Molaskey. Gemeinsam haben sie eine Tochter. Aus einer früheren Beziehung hat Pizzarelli außerdem einen erwachsenen Sohn. 2012 veröffentlichte er (zusammen mit Co-Autor Joseph Cosgriff) seine Autobiographie World on a String: a musical memoir.

## Diskografische Hinweise
- I'm Hip, Please Don't Tell My Father, 1983
- Hit that Jive Jack!, 1985
- My Blue Heaven, 1990
- All of Me, 1991
- Naturally, 1993
- Dear Mr. Cole, 1994
- New Standards, 1994
- After Hours, 1996
- Let's Share Christmas, 1996
- Our Love Is Here to Stay, 1997
- Meets the Beatles, 1998
- P.S. Mr. Cole, 1999
- Kisses in the Rain, 2000
- Let There be Love, 2000
- Twogether, 2001
- The Rare Delight of You, 2002
- Sing! Sing! Sing!, 2003
- Live at Birdland, 2003
- Bossa Nova, 2004
- Knowing You, 2005
- Dear Mr. Sinatra, 2006
- Rhythm is our Business, 2006
- With a Song in My Heart, 2008
- Rockin' in Rhythm - A Tribute to Duke Ellington, 2010
- Double Exposure, 2012
- John Pizzarelli Salutes Johnny Mercer - Live at Birdland, 2015
- Midnight McCartney, 2015
- Sinatra & Jobim @ 50, 2017

## Belege
1. 1 2 3  Biographie
2. ↑  Rezension von Christopher Loudon, JazzTimes vom 11. Januar 2015, abgerufen am 24. Januar 2015.
3. ↑  Midnight McCartney: John Pizzarelli Discusses Reinterpreting Paul McCartney’s Solo Catalog (GuitarWorld)

| Personendaten    | Personendaten                                           |
| ---------------- | ------------------------------------------------------- |
| NAME             | Pizzarelli, John                                        |
| ALTERNATIVNAMEN  | Pizzarelli, John Paul Jr. (vollständiger Name)          |
| KURZBESCHREIBUNG | US-amerikanischer Jazz-Gitarrist, Sänger und Songwriter |
| GEBURTSDATUM     | 6. April 1960                                           |
| GEBURTSORT       | Paterson                                                |